# Географија Молдавије
Молдавија се налази између 45° и 49° N и 26° and 30° E (мали део налази се испод 30° E). Површина ове државе је 33 851 километар квадратни. Највећи део нације живи између две реке, Дњестарa и Прута. Западна граница Молдавије налази се на реци Прут, која се улива у Дунав. Молдовија има само 480 метара обале Дунава, на којој се налази и лука Giurgiulești. На истоку, Дњестар је главна река која протиче од севера до југа државе.
Држава је не излази на море, иако је веома блзу Црном мору. Ова земља брдовита, али Молдавијини врхови не прелазе 430 метара надморксе висине, врх Баланешти.
Важнији градови су Кишињев, главни град и Тираспољ.